# Bochotnica
Bochotnica [bɔxɔtnit͡sa] là một ngôi làng ở huyện hành chính Gmina Kazimierz Dolny, trong Puławy County, Lublin Voivodeship, ở miền đông Ba Lan. Nó nằm ở tỉnh lịch sử của Lesser Poland, khoảng 3 km (2 dặm) về phía đông bắc của Kazimierz Dolny, 10 km (6 dặm) về phía nam của Puławy, và 42 km (26 dặm) về phía tây vùng thủ đô Lublin. Ngôi làng có dân số là 1000, và nằm trên bờ phải của Vistula, trên đường giữa Puławy và Kazimierz Dolny. Có di tích của một lâu đài thế kỷ 14 gần đó.